# 연애의 흔적
《연애의 흔적》은 2020년 12월 17일에 방영한 《KBS 드라마 스페셜 2020》 시리즈 중 아홉 번째 작품이다.

## 등장 인물

### 주요 인물
- 이유영 : 이주영(35세) 역 - 건축사무소 봄뜰 대리, 지섭의 전 여자친구
- 이상엽 : 정지섭(35세) 역 - 건축사무소 봄뜰 경력직 신입, 주영의 전 남자친구

### 주변 인물
- 홍인 : 박 과장(39세) 역 - 건축사무소 봄뜰 과장, 주영의 전 남자친구
- 박미현 : 김 과장 역 - 축사무소 봄뜰 인사팀 과장, 주영의 사정신적 지주
- 이서환 : 팀장 역 - 건축사무소 봄뜰 설계1팀장
- 정채이 : 하이 역 - 건축사무소 봄뜰 3개월차 사원

### 그 외 인물
- 원춘규
- 이정형
- 심승아

### 특별출연
- 김주헌

## 수상 경력
- 2020년 KBS 연기대상 연작·단막극상 - 이유영